# Ȝ
Ȝ, ȝ (йоуг, англ. yogh, среднеангл. ȝogh, скотс yoch) — буква расширенной латиницы, использовавшаяся в среднеанглийском и среднешотландском языках для обозначения звука [j] и различных велярных согласных. Происходит от островной G (Ᵹ ᵹ).
В среднеанглийском языке была неотличима от z с хвостом.
В среднешотландском ȝ часто путалась с курсивной z, и ранние шотландские печатники часто использовали z, когда буква ȝ была недоступна в их шрифтах. Из-за этого в некоторых шотландских словах на месте этимологического ȝ стоит z. Например, распространённая фамилия MacKenzie первоначально писалась как MacKenȝie (произносилась как makenyie).

## Произношение
В современном английском название буквы произносится как [jɒɡ], [jɒx] или [joʊɡ], [joʊk], [joʊx].
Буква обозначала звук [ɡ] и его различные аллофоны, такие как [ɣ], а также фонему [j] (в современной английской орфографии — y). В среднеанглийском языке она также обозначала фонему [x] и ее аллофон [ç], как в слове niȝt (в раннесреднеанглийском всё ещё часто писалась так и произносилась как [niçt]). Иногда ȝ обозначала звук [w], как в слове ȝoȝelinge [ˈjowəlɪŋɡə] (yowling).
В среднешотландском обозначала звук [j] в кластерах [lj], [ŋj] и [nj], которые писались как lȝ и nȝ. Ȝ использовалась для [j] даже чаще, чем y.
В средневековых корнских манускриптах буква обозначала звук [ð], как в слове ȝoȝo [ðoðo], сейчас пишется как dhodho.